# 辰巳琢郎のリフォーム夢家族
『辰巳琢郎のリフォーム夢家族』（たつみたくろうのリフォームゆめかぞく）は、2000年10月1日から2004年3月までテレビ東京系列局で放送されたテレビ東京製作の住宅情報番組。ペイントハウスの一社提供。テレビ東京で放送された後継番組『辰巳琢郎の夢リフォーム』およびBSジャパンで放送された『辰巳琢郎のリフォームの魔法』も記述する。

## 概要
リフォームをしたての一般住宅を辰巳琢郎が訪問する番組シリーズ。『辰巳琢郎のリフォーム夢家族』は2000年10月1日から2004年3月までテレビ東京系列局で放送。放送時間は毎週日曜7時30分から8時まで放送。
『辰巳琢郎の夢リフォーム』は2004年4月3日から同年9月25日までテレビ東京で放送。全26回。放送時間は毎週土曜18時30分から19時まで放送。
『辰巳琢郎のリフォームの魔法』は2005年5月6日から2006年3月31日までBSジャパンで放送。放送時間は毎週金曜23時58分から24時28分まで放送。

## 関連書籍
- 辰巳琢郎のリフォーム夢家族 スーパーハウジング入門（2003年9月24日発売、講談社、ISBN 978-4-06-211790-6）